# Bandera d'Alaska
La bandera d'Alaska representa, sobre un fons blau, les estrelles que formen la constel·lació de l'Ossa Major i, a la part superior dreta, l'estel polar.
Fou adoptada el 1927, després de ser dissenyada per Benny Benson, un estudiant de 13 anys qui guanyà una competició entre 142 participants.
Les dimensions de la bandera són de 125:177.

## Disseny i origen
32 anys abans que l'Alaska es convertís en un estat, el Departament d'Alaska de la Legió Americana va patrocinar un concurs territorial per a nens i nenes d'Alaska des del setè grau (entre els nens i les nenes entre 12 i 13 anys) fins al dotzè grau (entre els nens i nenes dels 17-18 anys). Guanyant el concurs el 1927, el disseny de Benny Benson, un nadiu d'Alaska de 13 anys resident a la casa Jesse Lee per a nens a Seward, va ser escollit per representar la futura bandera del Territori d'Alaska. Fins a aquell moment, els alaskans només havien fet volar la bandera dels Estats Units des que el territori es va comprar a Rússia el 1867. El disseny de Benson va ser escollit per aproximadament 700 treballs de tot el territori escolar en els graus 7-12. La majoria d'altres entrades presentaven variacions en el segell territorial, el sol de mitjanit, les llums del nord, els ossos polars i / o les paelles d'or. Per celebrar el seu assoliment, Benson va rebre 1.000 dòlars americans i un rellotge gravat.

Benny va mirar al cel els símbols que va incloure en el seu disseny. Escollint la constel·lació familiar que buscava cada nit abans d'anar a dormir a l'orfenat, va enviar aquesta descripció amb ella:
| « | El camp blau és per al cel d'Alaska i el forget-me-not, una flor d'Alaska. L'estrella del Nord és per al futur de l'estat d'Alaska, el més al nord de la unió. El carro gran és per al Gran os, que simbolitza la força. | » |

## Història

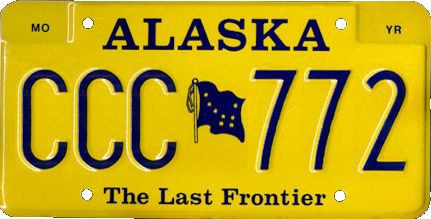
Placa de matrícula d'Alaska de 1981 a 1997, on hi figurava la bandera de l'estat d'Alaska.

### Bandera de la Companyia Russa-Americana
Entre 1799 i 1867 Alaska va ser governada per la Companyia Ruso-Americana (RAC), una empresa comercial patrocinada per l'estat amb seu inicialment a Irkutsk, després a Sant Petersburg, Rússia. La bandera de les naus de la Companyia i els seus establiments de ribera va ser la bandera comercial de Rússia (insigne civil). El 28 de setembre (10 d'octubre, estil nou) 1806, Aleksandr I, emperador de Rússia, va fer notació sobre el disseny que li va enviar una nova bandera per a la Companyia Russo-Americana; "Així sigui", i va afegir el seu cifer, aprovant així la primera bandera de la història de Rússia per a ser utilitzada per una companyia noliejada imperial. Després de la confirmació imperial, el ukaz va ser escoltat al Senat i el 19 d'octubre de 1806 va ser enviat a la seva execució a l'oficina principal de la Companyia Ruso-Americana (RAC), i també als col·legis d'Almiralleria i Comerç.
El nou disseny de bandera de la Companyia de 1806 va col·locar l'àguila imperial al barri superior esquerre de la bandera comercial de Rússia. Per tal que el símbol de l'Estat romangués obstruït i més visible, es va ampliar l'amplada de la franja blanca fins a cobrir aproximadament la meitat de l'amplada de la bandera. Les proporcions d'ample normal de la bandera comercial de Rússia eren iguals. L'àguila imperial portava un escorcoll que es va submergir a la franja blava, també per a més visibilitat, que es podia llegir, en forma abreujada, “Russian American Company”. El simbolisme del volant que hi ha sota l'àguila imperial complementa la versió oficial del nom de la Companyia "Sota la Companyia Russa-Americana de la seva Majestat Imperial".
La bandera va sobrevolar Alaska fins al 18 d'octubre de 1867, quan totes les explotacions de la companyia russa i nord-americana a Alaska van ser venudes als Estats Units.

### Bandera de l'Estat
La legislatura d'Alaska va adoptar el disseny de Benson com a bandera oficial del territori d'Alaska el 2 de maig de 1927. La primera bandera feta a partir del disseny de Benny va ser de seda blava i estrelles d'or aplicades. Va ser llançada inauguralment el 9 de juliol de 1927. Es va conservar com a bandera estatal a Statehood el 1959.
El simbolisme de la bandera es descriu al himne estatal, "Bandera d'Alaska".

### Banderes
| Aliança                          | Cos governant                                         | Disseny | Dates en ús                                                              |
| -------------------------------- | ----------------------------------------------------- | ------- | ------------------------------------------------------------------------ |
| Reclamats per exploradors russos | Cap                                                   |         | 1729 – 8 de Juliol del 1799                                              |
| Imperi Rus                       | Companyia Russo-Americana (Shelikhov-Golikov)         |         | 8 de Juliol del 1799 – 10 d'Octubre del 1806                             |
| Imperi Rus                       | Companyia Russo-Americana (usada com a bandera civil) |         | 10 d'Octubre del 1806 – 18 d'Octubre del 1867                            |
| Estats Units d'Amèrica           | El Departament d'Alaska (Armada dels Estats Units)    |         | 18 d'Octubre del 1867 – 3 de Juliol del 1877                             |
| Estats Units d'Amèrica           | El Departament d'Alaska (Armada dels Estats Units)    |         | 4 de Juliol del 1877 – 3 de Juliol del 1890                              |
| Estats Units d'Amèrica           | Districte d'Alaska                                    |         | 4 de Juliol del 1890 – 3 de Juliol del 1891                              |
| Estats Units d'Amèrica           | Districte d'Alaska                                    |         | 4 de Juliol del 1891 – 3 de Juliol del 1896                              |
| Estats Units d'Amèrica           | Districte d'Alaska                                    |         | 4 de Juliol del 1896 – 3 de Juliol del 1908                              |
| Estats Units d'Amèrica           | Districte d'Alaska                                    |         | 4 de Juliol del 1908 – 3 de Juliol del 1912                              |
| Estats Units d'Amèrica           | Alaska Territorial                                    |         | 4 de Juliol del 1912 – 9 de Juliol del 1927                              |
| Estats Units d'Amèrica           | Alaska territorial Estat d'Alaska                     |         | 9 de Juliol del 1927 – 3 de Gener del 1959 3 de Gener del 1959 – present |